# Публий Марций Сергий Сатурнин
Пу́блий Ма́рций Се́ргий Сатурни́н (лат. Publius Martius Sergius Saturninus; умер после 198 года) — римский государственный деятель из знатного плебейского рода Марциев, ординарный консул 198 года.

## Биография
Отцом Публия Марция был полководец и ординарный консул 179 года Публий Марций Вер, а матерью, предположительно, — Сергия Сатурнина. В 180 году Сатурнин вошёл в состав коллегии палатинских салиев. В 198 году он занимал должность ординарного консула вместе с Луцием Аврелием Галлом.
Возможно, дочерью или внучкой Сатурнина была некая Публия Марция Сергия Фуска.